# كأس نيوزيلندا 1990
كأس نيوزيلندا 1990 (بالإنجليزية: 1990 Chatham Cup)‏ هو موسم من كأس نيوزيلندا. فاز فيه نادي يونيفرستي ماونت ولينغتون.